# روجر بينيت (صحفي)
روجر بينيت (بالإنجليزية: Roger Bennett)‏ هو صحفي بريطاني، ولد في 1970 في ليفربول في المملكة المتحدة.

## وصلات خارجية
- روجر بينيت على موقع IMDb (الإنجليزية)
- روجر بينيت على موقع قاعدة بيانات الفيلم (الإنجليزية)